# Brunettia pumilis
Brunettia pumilis és una espècie d'insecte dípter pertanyent a la família dels psicòdids que es troba a Indonèsia: Papua Occidental.